# سن پدرو (شیلی)
سن پدرو (به اسپانیایی: San Pedro) یک شهرستان در شیلی است که در استان ملیپیا واقع شده‌است. سن پدرو ۷۸۷٫۵ کیلومتر مربع مساحت و ۷٬۵۴۹ نفر جمعیت دارد.